# Ingrid Parmentier
Pour les articles homonymes, voir Parmentier.
Ingrid Parmentier, née le 26 septembre 1974 à Etterbeek, est une femme politique belge, membre du parti Ecolo. Elle devient députée au Parlement de la région de Bruxelles-Capitale en juillet 2019.

## Biographie

### Formation et parcours professionnel
Ingrid Parmentier a une formation d'ingénieur agronome (ULB), ainsi qu'un doctorat en sciences agronomiques (ULB).
En 1997, elle travaille en tant que chercheuse à l'IGEAT (Institut de Gestion de l'Environnement et d'Aménagement du Territoire). De 1998 à 2012, elle est assistante , doctorante et chercheuse à l'ULB (étude de la diversité végétale en Afrique centrale) avec un passage à l'université d'Oxford (2005-2006), et à la faculté agronomique de Gembloux (2007-2008). Elle effectue  de nombreux séjours en Afrique centrale. En 2012, elle devient cheffe de projet pour le réaménagement de voiries et d'espaces publics à Bruxelles mobilité jusqu'en 2019.

### Parcours politique
Ses mandats sont les suivants :
- Membre du CA de l'asbl « Promotion des parcs publics et espaces verts publics » d'Uccle (2019-)
- Membre du CA de l'AIS d'Uccle (2019-)
- Conseillère communale dans la commune d'Evere (2012-2016) et mandats associés
- Membre du CA du Centre Urbain (2013-2016)[2]

## Mandats politiques
Ingrid Parmentier, première suppléante sur la liste Ecolo au Parlement bruxellois est devenue députée bruxelloise en remplacement d’Alain Maron devenu ministre bruxellois en juillet 2019. Elle a obtenu 2778 voix lors des élections du Parlement de la Région Bruxelles-Capitale.